# Shacknews
Shacknews — веб-сайт, посвящённый компьютерным играм и индустрии компьютерных игр. Сайт публикует новости, статьи, рецензии по играм, содержит веб-форум. Shacknews в настоящее время принадлежат Gamerhub. Предыдущие владельцы, Стив Гибсон и Маартен Голдстейн, продали сайт после того, как более десяти лет владели им.

## История сайта
Сайт Shacknews был основан в 1996 году Стивом Гибсоном. Изначально ресурс назывался Quakeholio и был посвящён готовящейся к выходу игре Quake от Id Software. Со временем сайт стал охватывать более широкий круг тем, что привело к смене названия.
В августе 2002 года был запущен FileShack — вспомогательный сайт для демонстрационных версий игр, патчей, видео и других игровых ресурсов, предназначенных для посетителей Shacknews и других пользователей.
3 февраля 2009 года Shacknews и все связанные с ним направления были приобретены компанией GameFly.
В январе 2014 года Shacknews был приобретён компанией Gamerhub Content Network, а родственный сайт FileShack был закрыт. Асиф Хан, финансовый аналитик, способствовал покупке сайта у Gamefly в конце 2013 года и стал генеральным директором ресурса.
Начиная с 2014 года Дэвид Л. Крэддок, один из редакторов сайта и специалист по истории компьютерных игр, опубликовал на Shacknews несколько лонгридов. Они посвящены различным аспектам разработки игр и основаны на интервью с людьми, принимавшими участие в создании, издании и маркетинге этих проектов. Некоторые из них были опубликованы в виде электронных и физических книг при редакторской помощи Хана.

## Достижения
В августе 2004 года журнал Maximum PC включил ресурс в список «11 сайтов, которые каждый гик должен добавить в закладки». В ноябре 2007 года Shacknews вошёл в список «Ста лучших неизведанных сайтов» по версии журнала PC Magazine.